# Västertjärnen (Fors socken, Jämtland)
Västertjärnen är en sjö i Ragunda kommun i Jämtland och ingår i Ångermanälvens huvudavrinningsområde.